# William H. Conley

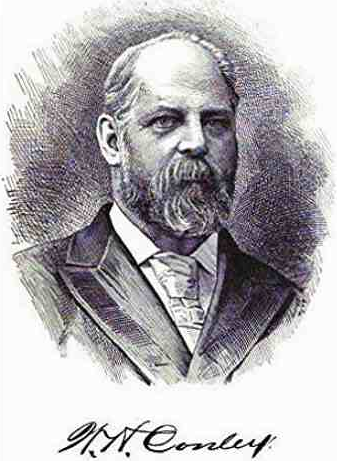
William Henry Conley (1840-1897)

William Henry Conley (1840-1897) az amerikai Pennsylvaniabeli Alleghenyben üzletember, bankár.

## Első évei
A Conley család Alleghenyben élt; az Advent Christian Church egyház gyülekezetét látogatták, ahol feltehetőleg az 1860-as években már összeismerkedtek a Russell családdal. Gyülekezetet olyan szónokok irányították, mint Jonas Wendell, George Stetson és George Storrs. 1870-es évek elején hitviták után a pittsburghi adventisták elszakadtak az egyháztól; valószínűleg ekkor kezdett a két család találkozgatni Conleyéknél, így William és Russellék a Biblia tanulmányozásába kezdtek.

## Tevékenysége
Kevéssé ismert, hogy 1881-ben ő alapította meg a Watch Tower Bible and Tract Society of Pennsylvania Társulatot, ő volt az első elnöke. Charles Taze Russell a titkára és pénzügyi szakértője, Joseph Lytel Russell – Charles apja – pedig az alelnöke volt.
Ő és felesége, Sarah Conley(1841-1908) két Bibliaolvasó csoportot, a Russell család pedig hármat alapított Alleghenyben.
Az J. L. Russell & Son ruházati kiskereskedés és a Riter-Conley Company nemzetközi fémfeldolgozó vállalat – aminek William H. Conley résztulajdonosa volt – bevételeiből finanszírozták tevékenységüket. Conley ezen felül a Third National Bank of Allegheny igazgatójaként is tevékenykedett. Az Őrtorony Társulat részvény-alapú volt, amelyekhez 10 dollárért lehetett hozzájutni. Conley körülbelül 350 részvényt birtokolt, Joseph kb. 100, Charles kb. 50 darabot. A szervezet működésének első 12 hónapjában 40,000 dollárt költöttek – elsősorban Conley – az ingyenes Food For Thinking Christians magazin terjesztésére, hogy az embereket visszacsábítsák az istenhithez.
Conley és felesége, még egy Jeruzsálemi hittérítő missziót is finanszírozott. Nem csak az evangéliumhirdetést támogatták. Az árvaház, az afroamerikaiak iskola és a helyi kórház számára is adományokat tettek.
Üzleti tevékenységei igen elfoglalttá tették, de sok sikert élt meg benne. Részt vett az első amerikai olajvezetékek, a Great Northern Railway Line építésében is.
Mivel az újság nem váltotta be a hozzá fűzött reményeket, és a Russell jóslatai az 1878-as és 1881-es évvel kapcsolatban sem teljesültek, újragondolta Russellék doktrínáiba vetett hitét és 1882-es év folyamán visszavonta az anyagi támogatást; – de egyes források szerint a betegsége miatt vonult vissza. Conley neve többé nem szerepelt a szervezet kiadványain.
Conley-ék adventisták maradtak, de nem próbálták többé meghatározni Krisztus Második Eljövetele dátumát, a helyi Presbiter Egyház (pünkösdizmus) gyülekezetét látogatták. Közben 1884-ben Charles megszerezte a Watch Tower elnöki székét. Conley csak 12 évvel később, 1894-ben vette fel újra Russell-lel a kapcsolatot levélben, amikor is Russell és a Biblia-olvasó csoportok háromnegyede szakított egymással. Azonban leveléről másolatokat készíttetett és kigúnyolta.

## Halála, hatása
Amikor egy hónapnyi betegeskedés után 1897. július 25-én pittsburghi otthonában meghalt, lánya, Emma D. Conley gyászolta. Az Őrtorony még csak meg sem említette – ez figyelemre méltó, mivel Russell adventista tanítóinak, a szervezete tisztviselőinek haláláról mindig beszámolt egy őket méltató cikk erejéig. Sok korabeli újság megemlékezett róla, köztük a Russelltől kivált Michigan-ben élő háromságpárti John H. Paton a The World's Hopeban.